# Cómitre

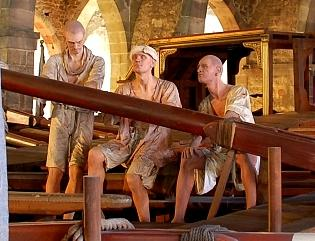
Galeotes en el Museo Marítimo de Barcelona.

El término cómitre ha designado dos oficios relacionados con la navegación:
- Empleado que había en las galeras cuyo cargo principal era el dirigir la maniobra y el castigo de los galeotes.
- Capitán de mar que se embarcaba para mandar el buque donde iba el almirante, siendo este cargo de nombramiento real. Las leyes de Partida daban este título a todo capitán que mandaba un buque de guerra prescribiendo las circunstancias de su nombramiento y admisión entre las que se encontraba la necesidad de llevar uniforme de paño rojo. También se dio este nombre a los capitanes de buques mercantes.